# صاروخ مضاد

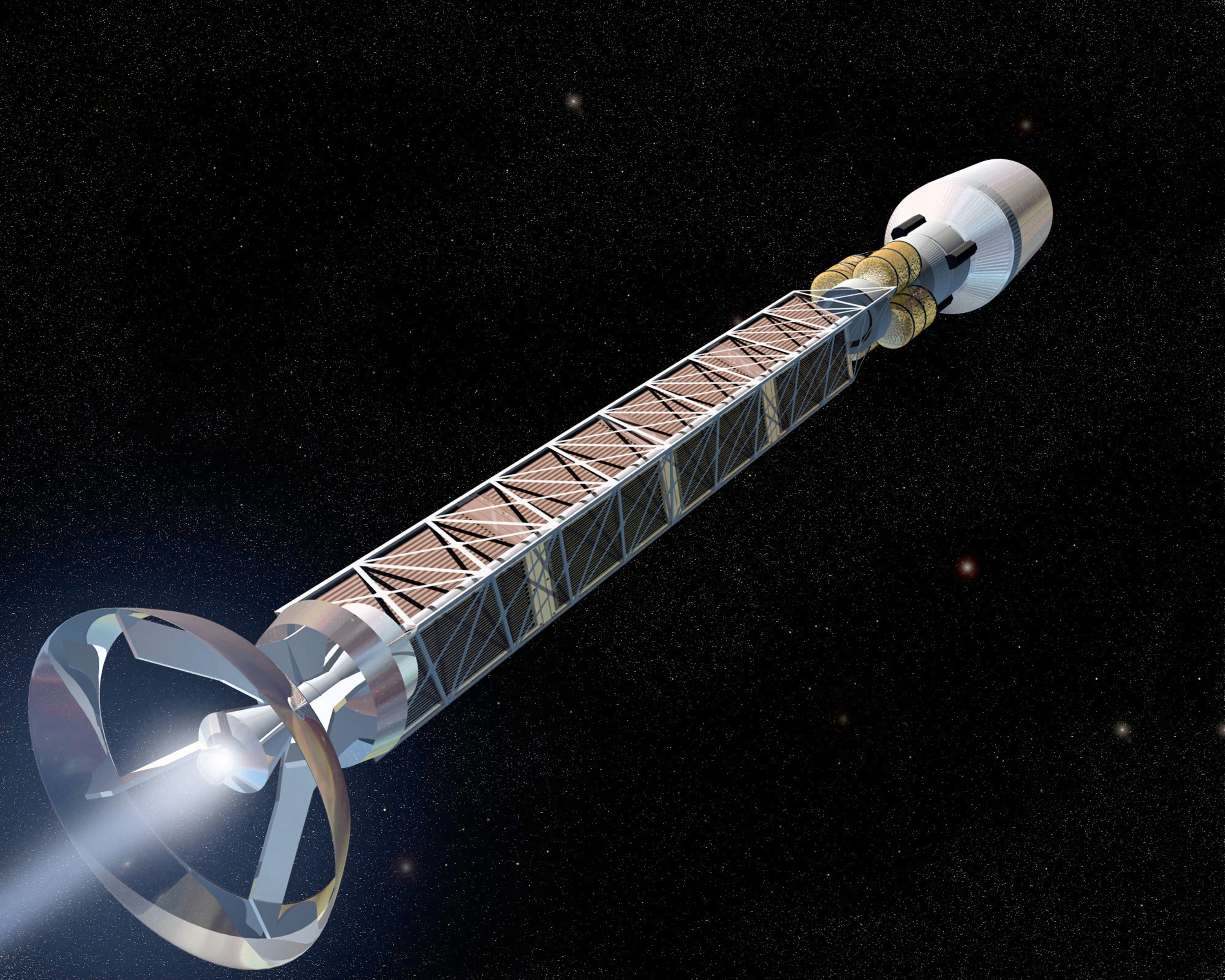
صاروخ مضاد

صاروخ مضاد هو عبارة عن فئة مقترحة من الصواريخ تستخدم مادة مضادة كمصدر للطاقة.

## نبذة
يوجد العديد من التصاميم التي تحاول تحقيق هذا الهدف. تتمثل ميزة هذا النوع من الصواريخ في أنه يمكن تحويل جزء كبير من الكتلة الباقية لخليط المادة أو المادة المضادة إلى طاقة، مما يسمح لصواريخ المادة المضادة بكثافة طاقة أعلى بكثير ودافع محدد أكثر من أي فئة أخرى مقترحة من الصواريخ.